# ران لیوینگستون
ران لیوینگستون (انگلیسی: Ron Livingston؛ زاده ۵ ژوئن ۱۹۶۷) یک هنرپیشه اهل ایالات متحده آمریکا است. وی از سال ۱۹۹۲ میلادی تاکنون مشغول فعالیت بوده‌است.

## بخشی از فیلمشناسی
از فیلم‌ها یا برنامه‌های تلویزیونی که وی در آن نقش داشته‌است می‌توان به آثار زیر اشاره کرد.

### سینمایی
- ۱۹۹۵ - زندگی کوتاه
- ۱۹۹۷ - داستان‌های کمپ آتش
- ۱۹۹۹ - محیط اداره
- ۲۰۰۰ - بیت (فیلم ۲۰۰۰)
- ۲۰۰۱ - هوسران
- ۲۰۰۲ - اقتباس (فیلم ۲۰۰۲)
- ۲۰۰۲ - خرید گاو
- ۲۰۰۳ - پادشاه مورچه‌ها
- ۲۰۰۵ - انقلاب زمستانی (فیلم)
- ۲۰۰۹ - همسر مسافر زمان (فیلم)
- ۲۰۱۰ - شام برای احمق‌ها
- ۲۰۱۰ - فاصله گرفتن (فیلم ۲۰۱۵)
- ۲۰۱۱ - ۱۰ سال (فیلم)
- ۲۰۱۲ - زندگی عجیب تیموتی گرین
- ۲۰۱۳ - رفقای مست
- ۲۰۱۳ - احضار (فیلم ۲۰۱۳)
- ۲۰۱۳ - پارکلند
- ۲۰۱۳ - لمسی احساسی
- ۲۰۱۴ - فورت بلیس
- ۲۰۱۵ - جیمز وایت (فیلم)
- ۲۰۱۵ - فرزنو (فیلم ۲۰۱۵)
- ۲۰۱۵ - حفاری برای آتش
- ۲۰۱۵ - تعطیلات (فیلم ۲۰۱۵)
- ۲۰۱۵ - پایان تور
- ۲۰۱۶ - موج پنجم (فیلم)
- ۲۰۱۸ - تالی
- ۲۰۲۰ - هالی خوابید

### تلویزیونی
- ۲۰۰۱ - جوخه برادران (۱۰ اپیزود)
- ۲۰۰۲–۲۰۰۳ - سکس و شهر ۸ اپیزود
- ۲۰۰۵–۲۰۰۷ - بابای آمریکایی! (صدا) ۳ اپیزود
- ۲۰۰۵ - دکتر هاوس اپیزود: "TB or Not TB"
- ۲۰۰۶ - مرد خانواده (صدا) اپیزود: "Stewie B. Goode - استووی گریفن: داستان ناگفته
- ۲۰۱۲ - تغییر بازی (فیلم)
- ۲۰۱۳ - امپراتوری بوردواک